# Heddy Maria Wettstein

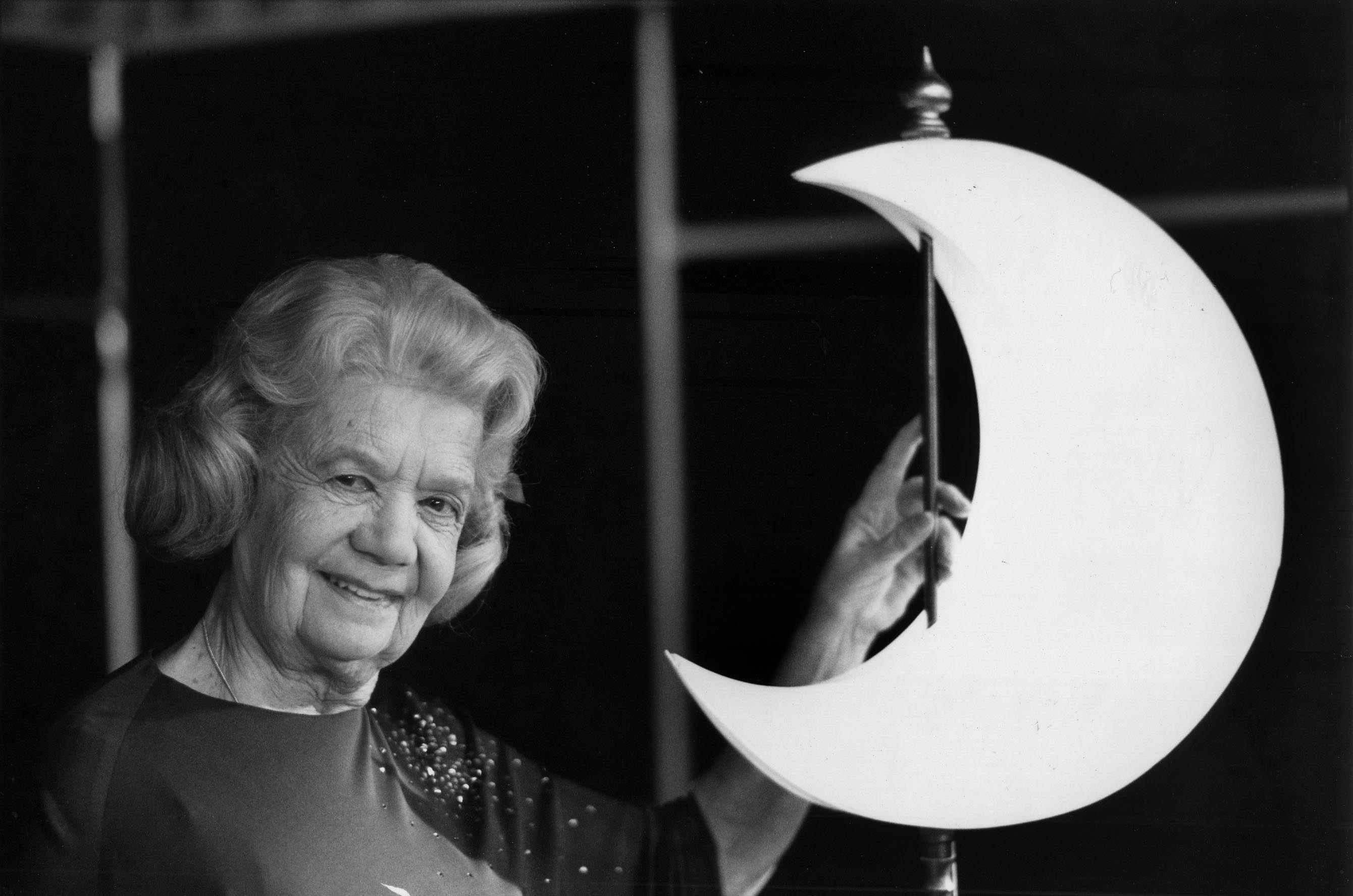
Heddy Maria Wettstein auf der Bühne ihres eigenen Theaters, Zürich 1994, Foto: Monica Boirar

Heddy Maria Wettstein (* 4. September 1911 in Wädenswil; † 30. September 2006 in Küsnacht) war eine Schweizer Schauspielerin. Das nach ihr benannte Theater gründete sie 1964 in der Villa Tobler an der Winkelwiese in Zürich.

## Leben
Ursprünglich absolvierte Heddy Maria Wettstein eine Ausbildung für Gymnastik, Rhythmik und künstlerischen Tanz. Am Wiener Max-Reinhardt-Seminar liess sie sich zur Schauspielerin ausbilden. Die Gründung ihres eigenen Kleintheaters «Theater Heddy Maria Wettstein» an der Zürcher Winkelwiese gilt in der deutschsprachigen Theaterszene als Pionierleistung einer Frau.
Ihren Ruf als Doyenne der Zürcher Theaterszene hat sie vor allem auch mit der Förderung junger Schauspieltalente und junger Schweizer Dramatiker eingetragen. In den 1960er und 1970er Jahren realisierte Wettstein regelmässig Uraufführungen der Stücke von Schweizer Autoren, u. a. Walter Matthias Diggelmann, Jürg Amann, Walter Vogt und Silja Walter.
Der Schwerpunkt ihres Schaffens bildete das Genre des literarischen Kammerspiels. In ihrem Kleintheater mit 40 Plätzen zeigte sie Eigenproduktionen, vorwiegend Sprechtheater ohne festes Ensemble. Bis in hohem Alter war sie auf der Bühne zudem auf Gastspiel-Tourneen zu sehen.

## Uraufführungen (Auswahl)
- 1965: Ein Hauch von Zweifel und Als Zeugin der Verteidigung von Walter Matthias Diggelmann, beide Januar 1965
- 1968: Der grosse Traum der Dame von Pioch-Badet von Walter Vogt
- 1969: Verkauft. Szene für Heddy Maria Wettstein von Adolf Muschg, Regie: Reinhart Spörri
- 1969: Frau Professor Kuhnert von Walter Matthias Diggelmann, Regie: Dietbert Reich, November 1969
- 1972: Sage und Schreibe. Humoristisch-Kabarettistisch-autobiographischer Beitrag Zur Kulturgeschichte Der Stadt Zürich von Arnold Kübler
- 1975: Das Fenster, Monodrama von Jürg Amann, Regie: Peter Oehme
- 1976: Der Turm der Salome von Silja Walter
- 1989: Die Gräfin Sofja Andrejewna Tolstaja von Donald Freed, Europäische Erstaufführung in der Übersetzung von Peter Jacobi, Inszenierung von Gian Gianotti, Premiere: 14. Januar 1989
- 1991: Testamente von Alexander Galin

## Weitere Aufführungen am Theater (Auswahl)
- 1985: Vier Einakter von Georges Courteline

## Auszeichnungen
- 2005: Kulturpreis der Gemeinde Küsnacht[4]

## Arbeit als Filmschauspielerin
- 1940: der achti Schwyzer, Oskar Wälterlin[5]
- 1959: HD Soldat Läppli, Alfred Rasser[6]
- 1961: Demokrat Läppli, Alfred Rasser[7]
- 1968: Eugen heisst wohlgeboren, Regie: Rolf Lyssy